# Theta Pavonis
Theta Pavonis (θ Pav, förkortat Theta Pav, θ Pav) som är stjärnans Bayerbeteckning, är en ensam stjärna belägen i den mellersta delen av stjärnbilden Påfågeln. Den har en skenbar magnitud på 5,73och är svagt synlig för blotta ögat där ljusföroreningar ej förekommer. Baserat på parallaxmätning inom Hipparcosuppdraget på ca 14,8 mas, beräknas den befinna sig på ett avstånd på ca 221 ljusår (ca 68 parsek) från solen.

## Egenskaper
Theta Pavonis är en blå till vit stjärna i huvudserien av spektralklass A8 V.  Den har en massa som är omkring 90 procent större än solens massa, en radie som är ca 2,6 större än solens och utsänder från dess fotosfär ca 20 gånger mera energi än solen vid en effektiv temperatur på ca 4 700 K.